# Irina Rodina
Irina Viktorovna Ridina (russe : Ири́на Ви́кторовна Родина), née le 23 juillet 1973 à Toula, est une judokate et pratiquante de sambo et de MMA russe.

## Palmarès international en judo
| Championnats d'Europe | Championnats d'Europe | Championnats d'Europe |
| Année                 | Médaille              | Catégorie             |
| --------------------- | --------------------- | --------------------- |
| 1993                  | bronze                | Ouverte               |
| 1994                  | bronze                | Ouverte               |
| 1996                  | bronze                | Ouverte               |
| 1998                  | bronze                | Ouverte               |
| 1999                  | or                    | +78 kg                |
| 2000                  | argent                | +78 kg                |
| 2001                  | bronze                | Ouverte               |
| 2003                  | argent                | Ouverte               |